# میثم تمار

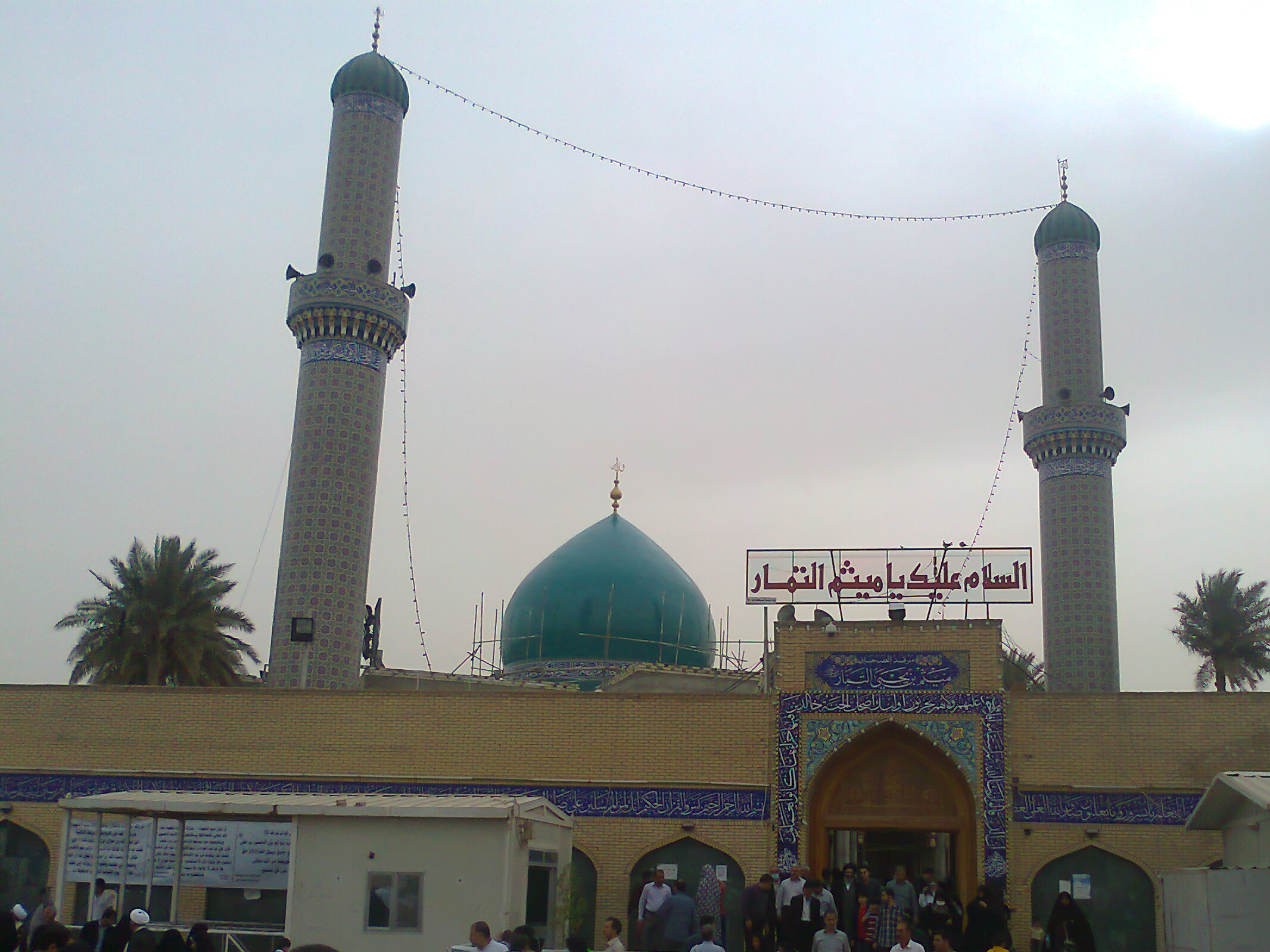
آرامگاه میثم تمار در شهر کوفه، کشور عراق.

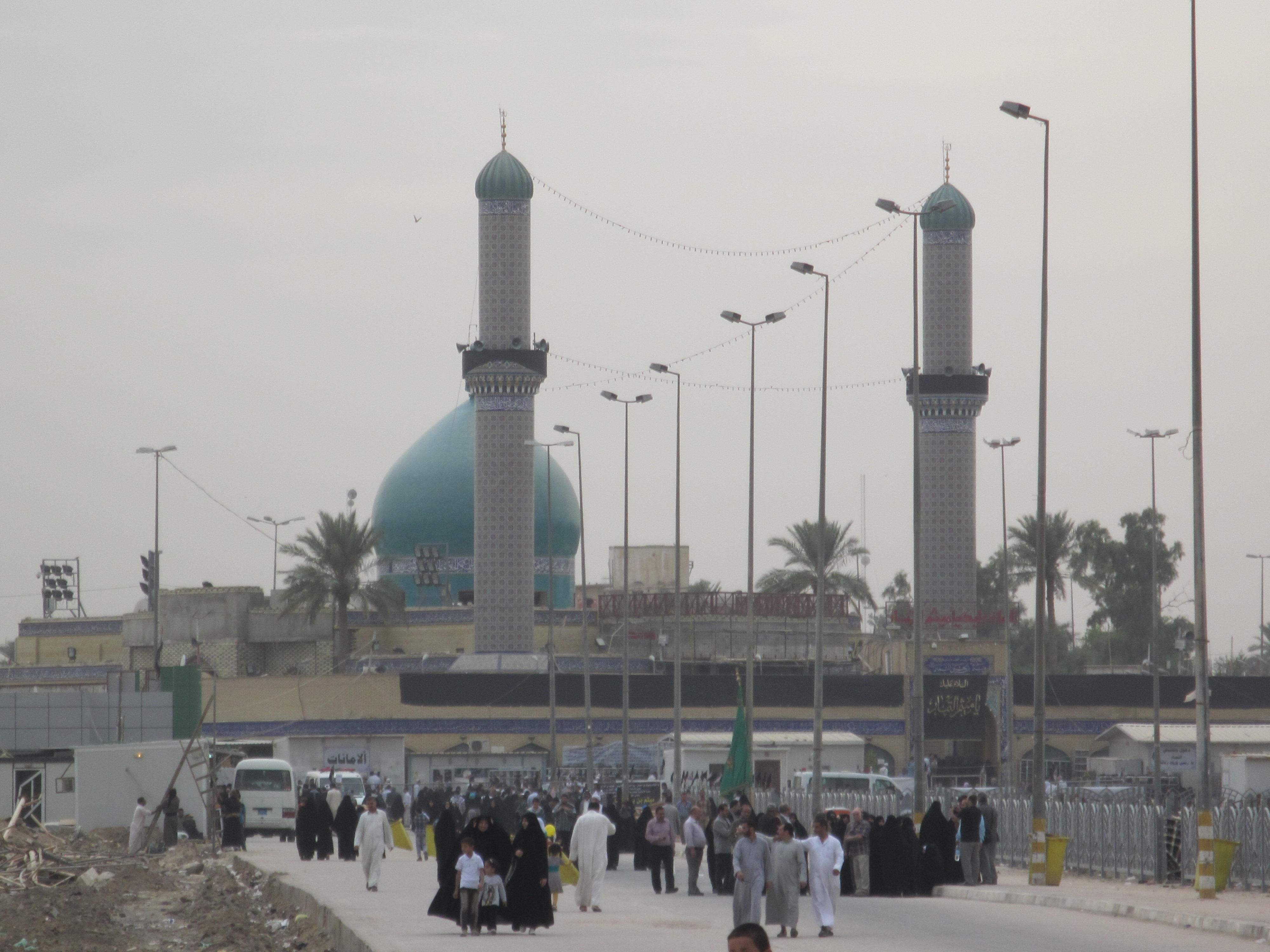
مسجد و آرامگاه میثم تمار در شهر کوفه، کشور عراق.

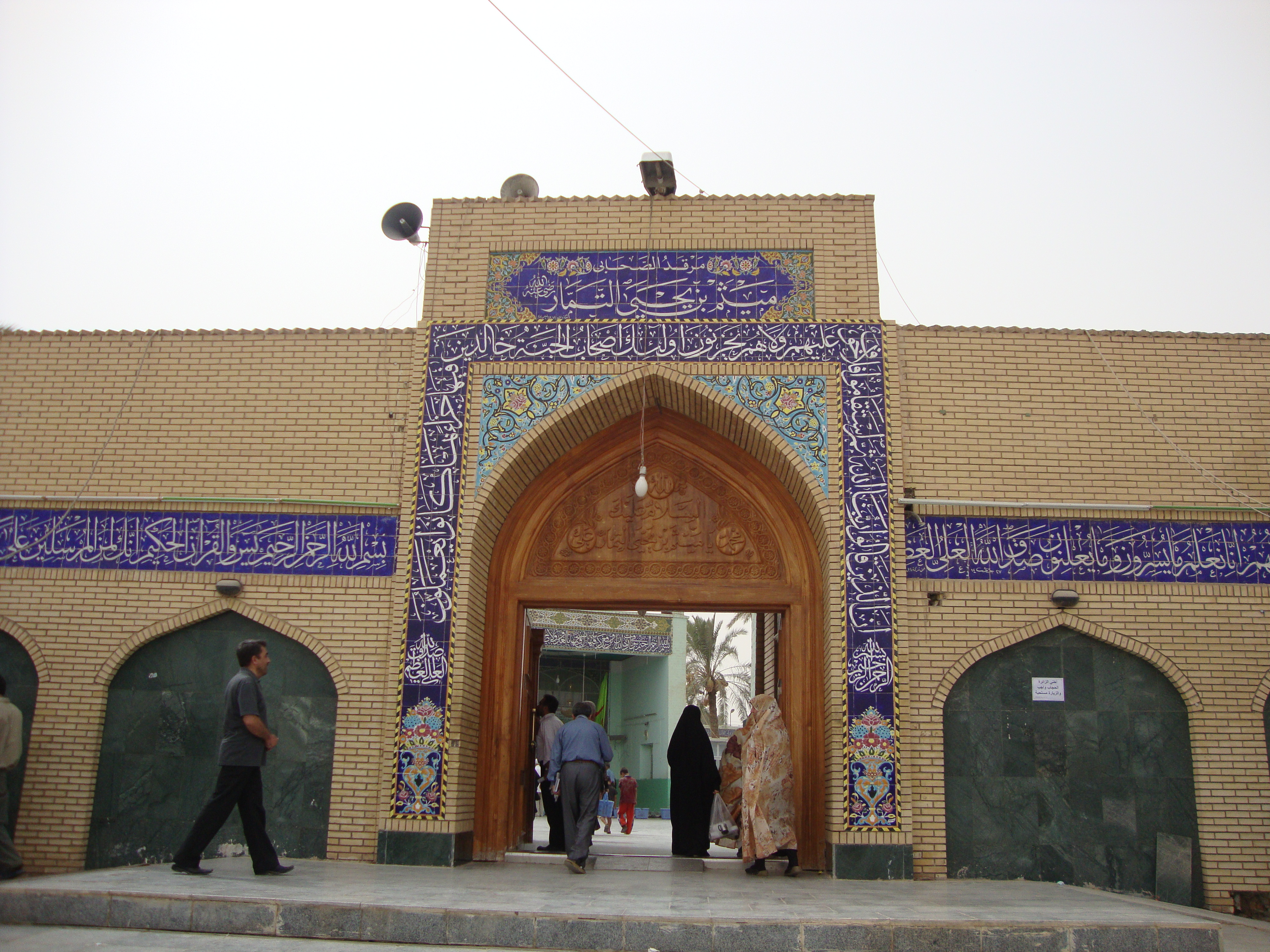
درب ورودی آرامگاه میثم تمار در شهر کوفه، کشور عراق.

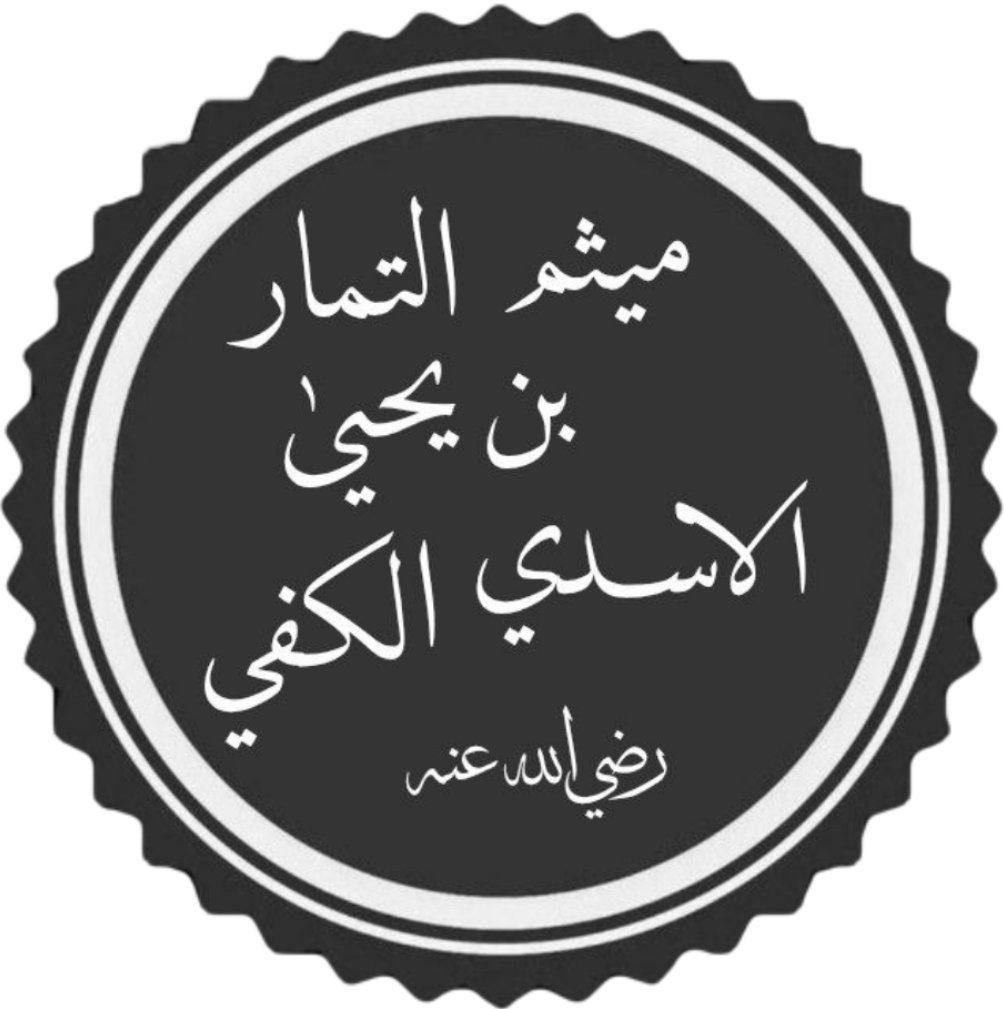
خوشنویسی اسم میثم تمار به عربی.

میثم تَمّار، فرزند یحیی، از صحابهٔ علی بن ابی‌طالب بود.

## زندگی
میثم تَمّار، فرزند یحیی و اهل سرزمین «نهروان»، منطقه‌ای میان عراق و ایران بود. بعضی او را ایرانی و از مردمان فارس دانسته‌اند. به او «ابوسالم» هم می‌گفتند. لقب «تَمّار (خرما فروش)» را از آن جهت به او می‌گفتند، که در کوفه خرما فروش بود.
او ابتدا، غلام زنی از طایفه «بنی اسد» بود. علی پسر ابی‌طالب او را از آن زن خرید و آزادش کرد؛ که بعد از آن از یاران و شاگردان علی شد. همچنین وی از اصحاب پیامبر اسلام به‌شمار آمده‌است. هر چند از جزئیات زندگی او درسال‌های نخستین حیاتش و در روزگار صدر اسلام، اطلاع مبسوطی در دست نیست.

## خاندان
میثم تمار شش پسر و نوه‌های بسیاری داشت. پسران وی عبارت بودند از: عمران، شعیب، صالح، محمد، حمزه و علی. میثم تمار، علاوه بر آن که خود، مسلمان بود، خاندانش نیز از رجال و بزرگان بودند. آنان هم به‌طور عمده همچون وی در راه اهل بیت پیامبر اسلام بودند و بیشتر آنان در شمار راویان احادیث اهل بیت نام برده شده‌اند. امامان شیعه به میثم و فرزندانش اظهار محبت و علاقه کرده و از آنان تجلیل کرده‌اند.

## آشنایی با علی بن ابی‌طالب
علی پسر ابی‌طالب پیشتر، سرنوشت و سرگذشت میثم تمار را از زبان پیامبر اسلام شنیده بود. میثم هم از پیش، علاقه‌مند به اهل‌بیت پیامبر اسلام بود. اما اولین برخورد حضوری و دیدار میثم با علی، امام اول شیعیان، در دوران خلافت او انجام گرفته است. به دنبال همین برخورد و ملاقات بود که علی تصمیم گرفت میثم را که بَرده بود از صاحبش بخرد و سپس وی را آزاد کند. سرانجام با تصمیم علی، میثم به آزادی رسید.
میثم، علم تفسیر قرآن را نزد خود علی فراگرفت؛ و از آموخته‌هایش کتابی تدوین کرد که کتابش را پسرش از او روایت کرده است. به همین جهت، میثم یکی از مؤلفان شیعه نیز به حساب می‌آید.

## اشعار مربوط
شـــــــیران جهــان‌اند ســـــگ حــیدر کرار       نشــناخت علی را به جـز از احمد مختار
بر دار علــی رفـــت ســـر میثــم تمّـــــار       گفتـــند ملائک همگی یک صد و ده بار
پیمانه‌ی عشــق ازلی دســت علی بود       ذات احـــد لــم یزلـی مســــت علی بود— ابراهیم لآلی

## فضیلت‌ها
1. سخنوری: میثم بیانی رسا داشت و در نطق سخن، توانا و فصیح بود.[۱۹][۲۰]
2. مفسر قرآن: میثم تمار تفسیر قرآن را از علی، امام اول شیعیان، آموخته بود.[۲۱]
3. راوی حدیث در صدر اسلام: با آن استعداد ویژه‌ای که داشت و با آن موقعیت خوبی که بهره‌مند بود، احادیث زیادی از علی ابن ابی‌طالب شنیده بود و آن‌ها را بازگو می‌کرد. حتی مجموعه کتاب‌هایی را تألیف کرده بود. لیکن از نوشته‌های او چیزی باقی نمانده‌است و اندکی از روایات او در کتاب احادیث نقل شده‌است.[۲۲]
4. دانای رازها: میثم از بسیاری از حوادث آینده خبر داشت و آن‌ها را گاهی پیشگویی می‌کرد. نامه سر بسته می‌خواند، راز نشنیده می‌گفت و…. او این‌ها را از، علی ابن ابی‌طالب، یادگرفته بود و از وقوع بسیاری از فتنه‌ها، نحوه مرگ خودش و دیگران و… آگاه بود. این از علومی بود که علی ابن ابی‌طالب به بعضی از یاران برگزیده خویش یاد می‌داد که روحی بزرگ و مستعد داشتند و دارای ظرفیتی افزون بودند. اینان را «اصحاب سِرّ» علی ابن ابی‌طالب می‌دانستند و میثم نیز یکی از این اصحاب بود. میثم می‌دانست که چگونه کشته خواهد شد و به دست چه کسی و چگونه. کشته شدن در راه خدا آرزوی بزرگ میثم تمار و حبیب ابن مظاهر بود. هر دو هم به این آرزو رسیدند. هنگامی که همدیگر را ملاقات می‌کردند، حبیب ابن مظاهر گفت: گویا پیرمرد خربزه فروشی را می‌بینم در راه دوستی با پیامبر خدا و آل او به دار آویخته شده‌است. میثم هم در پاسخ به او گفت: من هم گویا مرد سرخ رویی را می‌بینم و می‌شناسم که با دو دسته موی بر سر که برای یاری فرزند دختر پیامبرش قیام می‌کند و کشته می‌شود.[۲۳][۲۴][۲۵][۲۶]

## پیشگویی علی
روزی علی ابن ابی‌طالب خطاب به میثم تمار می‌فرماید:
«به خدا روزی را می‌بینم که به خاطر دوستی تو با ما، زبانت را می‌بُرند و تو را از درختی که از آن روزی می‌گیری (درخت نخل)، حلق آویز می‌کنند. این راز را از پیامبر و آله شنیده‌ام.»

## دستگیر شدن میثم
میثم در کوفه مورد احترام همگان بود و شخصیت اجتماعی‌اش موقعیت او را از هر لحاظ جدی و حساس کرده بود. او از سفر حج به سوی کوفه برمی‌گشت که عبیدالله ابن زیاد دستور دستگیری او را قبل از رسیدن به کوفه داد و این در حالی بود که مسلم ابن عقیل در کوفه کشته شده بود و آشوب و اضطراب کوفه را در بر گرفته بود. عریف به همراه صد نفر از مأموران، برنامه دستگیری میثم را قبل از ورود را به کوفه تدارک دیده بودند. ابن زیاد تأکید کرده بود که اگر او را دستگیر نکنند، عریف را خواهد کشت.

## شهادت
نقل است که علی چگونگی کشته شدن میثم را پیش‌گویی و به وی گفت: «تو را بعدها دستگیر می‌کنند، زبانت را می‌برند و از درختی که از آن روزی می‌گیری (درخت نخل) به دار خواهند زد. در روز سوم از بینی و دهان تو خون روان خواهد شد و محاسنت را رنگین خواهد ساخت».
میثم در آخر سال ۶۰ هجری، ده روز قبل از ورود حسین به عراق، توسط عبیدالله بن زیاد دستگیر شد و به همان نحوی که علی خبر داده بود به دار آویخته و کشته شد. او اولین مسلمانی بود که به هنگام شهادت بر دهانش لگام زده شد.